# クルジャリ州
クルジャリ州（クルジャリしゅう、またはカルジャリ州、ブルガリア語: Област Кърджали, ラテン文字転写: Oblast Kardzhali、トルコ語: Kırcaali İli）は、ブルガリア最南端に位置する州。南隣には、ギリシャの東マケドニア・トラキア地域に位置するロドピ、クサンティ両県と国境を接している。ブルガリアの州としては唯一、トルコ系の住民が多数派を占めている。

## 基礎自治体

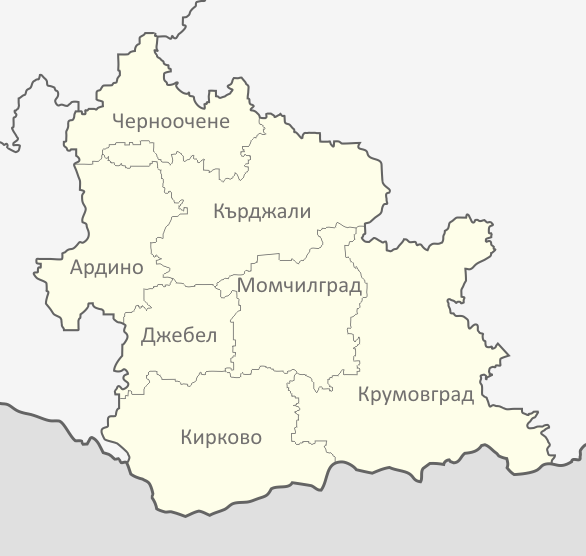
クルジャリ州の基礎自治体

- クルジャリ（Kardzhali）　トルコ語旧名クルジャアリ（Kırcaali）
- アルディノ（Ardino）　トルコ語旧名エーリデレ（Eğridere）
- ジェベル（Dzhebel）　トルコ語旧名ジェベル（Cebel）
- キルコヴォ（Kirkovo）　トルコ語名クルコヴァ（Kırkova）
- クルモヴグラト（Krumovgrad）　トルコ語旧名コシュカヴァク（Koşukavak）
- モムチルグラト（Momchilgrad）　トルコ語旧名メスタンル（Mestanlı）
- チェルノチェネ （Chernoochene）トルコ語名旧カラギョズレル（トルコ語: Karagözler、意味は「黒い目」）

## 民族構成
2001年のデータによると、人口は総計164,019人。内訳は：
- トルコ系 : 101,116 (61.6 %)
- ブルガリア人 : 55,939 (34.1 %)
- ロマ : 1,264 (0.8 %)
- その他 : 5,700 (3.5 %)